# Amir Eshel

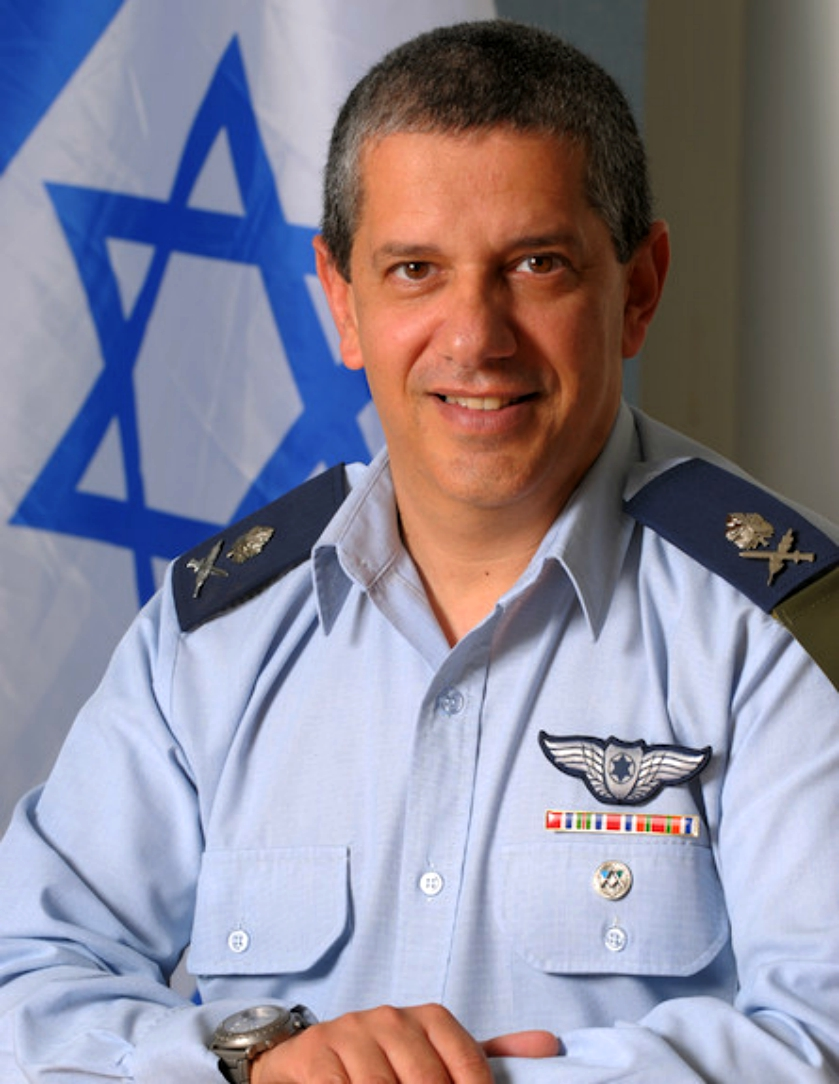
Amir Eshel (2015)

Amir Eshel (* 1959 in Jaffa) ist ein israelischer General. Er war von 2012 bis 2017 Kommandeur der Israelischen Luftwaffe im Range eines Generalmajors.

## Leben und Karriere
Amir Eshel ist der Sohn von Holocaustüberlebenden. Er studierte Wirtschaftswissenschaften an der Auburn University in Alabama und Politikwissenschaften an der Universität Haifa. Seit 1977 ist er Mitglied der israelischen Luftwaffe und beendete 1979 seine Pilotenausbildung. Als Pilot einer A-4 Skyhawk flog er 1982 Einsätze im Libanonkrieg. Danach kommandierte er die 201. Staffel One auf dem Militärflugplatz Tel Nof. Mit einer von dort geflogenen F-4E Phantom Kurnass nahm Eshel 1996 an der Operation Früchte des Zorns teil. 2003 überflog er als Kommandeur einer Formation von drei F-15 das Gelände des Konzentrationslagers Auschwitz. 2004 wurde er schließlich Stabschef der israelischen Luftwaffe. Diese Position hatte er auch während des Libanonkriegs 2006 inne. Von 2012 bis 2017 war er als Aluf (Generalmajor) Kommandeur der IAF.
Eshel ist verheiratet und Vater von drei Kindern.